# Уманский переулок (Санкт-Петербург)
У́манский переулок — переулок в Красногвардейском районе Санкт-Петербурга, проходящий от шоссе Революции до проспекта Маршала Блюхера.

## История
В начале XX века переулок начинался от современного Пискарёвского проспекта и выходил к Пороховскому шоссе (современное шоссе Революции) восточнее, чем в настоящее время, почти у нынешней улицы Химиков. Отсюда следует нумерация домов в переулке, начинающаяся с номеров 60 и 71 — тогда это был почти самый конец проезда.
Изначальное название переулка — Шмелинговский переулок (с 1900 года), в честь Николая Васильевича Шмеллинга, владельца располагавшейся в переулке красочной фабрики. Существовали варианты названия — Шмеллинговский, Шмеллингский, Шмеллингофский переулок. Современное название в честь освобождения города Умани Киевской (ныне — Черкасской) области на Украине в 1944 году было присвоено 15 декабря 1952 года.
В 1966 году произошла реконструкция Полюстрова и Рублёвиков, после чего от переулка был оставлен лишь участок восточнее Соединительной железнодорожной линии с выходом на шоссе Революции.
В 1998 году переулок был продлён на север вдоль железной дороги, с присоединением к нему части Анисимовской дороги, однако чёткую границу между этими магистралями было трудно установить. Условной границей считался железнодорожный переезд через подъездной путь.
20 сентября 2013 года с границами магистралей было определено: часть Анисимовской дороги, проходящая с запада на восток от железной дороги до Индустриального проспекта была включена в состав проспекта Маршала Блюхера, а вся магистраль южнее проспекта Маршала Блюхера была включена в Уманский переулок.

## Транспорт
Ближайшая к Уманскому переулку станция метро — «Ладожская» 4-й (Правобережной) линии.